# دن خوان (فیلم ۱۹۶۹)
«دن خوان» (چکی: Don Šajn) یک فیلم به کارگردانی یان شوانکمایر است که در سال ۱۹۶۹ منتشر شد.